# Kim Su-ji
Dans ce nom coréen, le nom de famille, Kim, précède le nom personnel Su-ji.
Pour les articles homonymes, voir Kim.
Kim Su-ji, née le 16 février 1998 à Séoul, est une plongeuse sud-coréenne.

## Carrière
En 2012, elle participe à ses premiers Jeux olympiques en plongeon à 10 m. Cette année-là, elle est la plus jeune membre de la délégation sud-coréenne. L'année suivante, elle remporte une médaille de bronze avec Choi Eun-bi lors des Jeux de l'Asie de l'Est 2013.
Aux Championnats du monde de natation 2019, elle devient la première sud-coréenne à remporter une médaille en plongeon dans une compétition mondiale en étant médaillée de bronze au plongeon à 10 m.
En parallèle de sa carrière, elle étudie le sport à l'Université d'Ulsan.